# Fred Burns
Fred Burns (Fort Keogh, 24 aprile 1878 – Los Angeles, 18 luglio 1955) è stato un attore statunitense.
Recitò in oltre 265 film, principalmente in western.

## Biografia
Fred Burns nacque il 24 aprile 1878 a Fort Keogh, nel Montana. Per sei anni fu a capo del ranch di Buffalo Bill Cody vicino a Cheyenne, nel Wyoming, addestrando mustang selvaggi per il Wild West Show di Buffalo Bill. Viaggiò con il tour del Wild West Show di Buffalo Bill, e in seguito con il 101 Ranch Wild West Show.
Nel 1916 si trasferì a Hollywood per lavorare a tempo pieno nei film. Apparve in 23 film tra il 1921 e il 1930 e in 91 film durante l'era del sonoro. Fu anche responsabile del magazzino presso i Fine Arts Studios.
Burns morì a Los Angeles, California, il 18 luglio 1955, all'età di 77 anni.

## Filmografia parziale
- Per il suo padrone (For His Master), regia di Christy Cabanne - cortometraggio (1914)
- Amore di madre (Home, Sweet Home), regia di D.W. Griffith (1914)
- The Yellow Traffic, regia di Olaf Skavlan (1914)
- The Death Dice, regia di Raoul Walsh - cortometraggio (1915)
- Sotto l'unghia dei tiranni (Martyrs of the Alamo), regia di W. Christy Cabanne (1915)
- California Mail, regia di Noel M. Smith (1936)
- Billy the Kid Returns, regia di Joseph Kane (1938)
- Shadows on the Sage, regia di Lester Orlebeck (1942)
- Riders of the Rio Grande, regia di Howard Bretherton e Albert DeMond (1943)